# Eumastacops duckeana
Eumastacops duckeana is een rechtvleugelig insect uit de familie Eumastacidae. De wetenschappelijke naam van deze soort is voor het eerst geldig gepubliceerd in 1982 door Descamps.